# نحو مكتبة مثلى (كتاب)
نحو مكتبة مثلى (بالفرنسية: Pour une Bibliothèque Idéale) هو كتاب للكاتب والشاعر الفرنسي ريمون كينو، صدر عام 1956، وفيه يكتب عن أفضل مائة كتاب ـ مرتبة تنازليًا حسب الأهمية ـ في نظر عدد من المثقفين والأدباء الغربيين عامة، والفرنسيين خاصة، استفتاهم كينو.

## قائمة الكتب المختارة
1. شكسبير: المسرح بأكمله
2. الكتاب المقدس (بعهديه)
3. مارسيل بروست: بحثًا عن الزمن المفقود
4. مونتيني: المقالات
5. رابليه: الخماسية
6. بودلير: أزهار الشر
7. بليز باسكال: الخواطر
8. موليير: المسرح بأكمله
9. جان جاك روسو: الاعترافات
10. ستندال: الأحمر والأسود
11. أفلاطون: المحاورات
12. ستندال: دير بارما
13. ويليام فوكنر: الصخب والعنف
14. رامبو: الأعمال الشعرية
15. كاردينال دي ريتز (جان فرانسوا بول دي غوندي): المذكرات
16. تولستوي: الحرب والسلام
17. سان سيمون: المذكرات
18. ثيربانتس: دون كيخوته
19. راسين: المسرح بأكمله
20. إسخيلوس: المسرح بأكمله
21. دوستويفسكي: الإخوة كارامازوف
22. مالارميه: الأعمال الشعرية
23. لا فونتين: خرافات لافونتين
24. غوته: فاوست
25. أبولينير: الخمريات
26. فلوبير: التربية العاطفية
27. هوميروس: الأوديسة
28. كورني: المسرح بأكمله
29. دانتي: الكوميديا الإلهية
30. شاتوبريان: مذكرات ما وراء القبر
31. بلزاك: الكوميديا الإنسانية
32. سوفوكليس: المسرح بأكمله
33. جيمس جويس: عوليس
34. لاكلو: العلاقات الخطرة
35. سويفت: رحلات غاليفر
36. فرلين: الأعمال الشعرية
37. فلوبير: مدام بوفاري
38. رامبو: فصل في الجحيم
39. ديكارت: مبحث في المنهج
40. الأب بريفو: مانون لسكو
41. رونسار: كتاب القصائد الغنائية
42. أريستوفانيس: المسرح بأكمله
43. تاسيتس: «الحوليات» و«التاريخ»
44. سبينوزا: علم الأخلاق
45. هولدرلين: الأعمال الشعرية
46. جيرار دي نرفال: بنات النار
47. دانييل ديفو: روبنسون كروزو
48. القديس أوغسطينوس: الاعترافات
49. لوتريامون: أناشيد مالدورور
50. فكتور هوغو: البؤساء
51. لويس كارول: أليس في بلاد العجائب
52. ألفرد دي موسيه: الملهوات والمسرحيات المَثَلية
53. جول رينار: اليوميات (1887 ـ 1910)
54. هوميروس: الإلياذة
55. دوستويفسكي: الأبله
56. إيميلي برونتي: مرتفعات ويذرنغ
57. دوستويفسكي: المجذوبون
58. فولتير: القصص
59. وليم بليك: الأعمال الشعرية
60. دوستويفسكي: الجريمة والعقاب
61. بلوتارخوس: سير العظماء
62. مدام دي لافاييت: أميرة كليف
63. كارل ماركس: رأس المال
64. بنجامان كونستان: أدولف
65. بومارشيه: المسرح بأكمله
66. أغريبا دوبينيه: المفجعات
67. ألفريد دي فينيي: المصائر
68. فيديريكو غارثيا لوركا: القصائد الشعرية
69. أندريه مالرو: قدر الإنسان
70. لاروشفوكو: الحكم
71. جان دي لا برويير: الشخصيات
72. مدام دي سيفينيه: المراسلات
73. إميل ليتريه: معجم اللغة الفرنسية
74. ألفريد جاري: أوبو ملكًا
75. بول فاليري: الأعمال الشعرية
76. بليز باسكال: الرسائل الريفية
77. توماس إدوارد لورنس: أعمدة الحكمة السبعة
78. بروسبير ميريميه: القصص
79. بول فاليري: مقالات منوعة
80. هرقليطس: الأجزاء المتفرقة
81. ماريفو: الأعمال المسرحية
82. فكتور هوغو: أسطورة القرون (ديوان شعر)
83. فرانس كافكا: المحاكمة
84. فولتير: المراسلات
85. أبولينير: المخططات
86. أندريه جيد: اليوميات (1887 ـ 1950)
87. هانس كريستيان أندرسن: الحكايات
88. ألكسندر دوما: الفرسان الثلاثة
89. جاكومو كازانوفا: المذكرات
90. ألف ليلة وليلة
91. جوزيف كونراد: لورد جيم
92. نوفاليس: «الأشعار»، «المتفرقات الفلسفية»
93. نيتشه: هكذا تكلم زرادشت
94. بول كلوديل: المسرح بأكمله
95. تريستان كوربيير: الغراميات الصفراء
96. فكتور هوغو: التأملات (شعر)
97. القديس يوحنا الصليبي: ليلة النفس المعتمة
98. غوغول: النفوس الميتة
99. فرجيل: الإنياذة
100. جورج برنانوس: يوميات قسيس في الريف